# Центральное (трамвайное депо Алма-Аты)
Центральное депо Алматинского трамвая — депо трамвайной системы города Алма-Аты, открыто в 1941 году. На территории депо расположено трамвайное управление «АлматыЭлектроТранс»-предприятия управляющим Алматинским трамваем.

## История
Изначально трамвайное депо, открытое в 1937 году располагалось на углу улиц Байтурсынова и Макатаева. Но в годы Великой Отечественной войны ввиду активного использования трамвая как пассажирский транспорт, так и как грузовой в помещении трамвайного депо разместилось эвакуированное оборонное предприятие завод им. Кирова, впоследствии так и осталось там. В связи с этим в 1941 году трамвайное депо перенесли на нынешнее месторасположение — в квадрате улиц: Байтурсынова (бывш. Космонавтов)-Гоголя-Масанчи-Айтеке би. После войны в 1952 году силами пленных японцев были построены новые корпуса и мастерские трамвайного депо. В 1970 году на территории депо со стороны ул. Айтеке би построен дополнительный корпус для трамвайных мастерских, а со стороны ул. Байтурсынова в 1980 году построено новое административное 5-этажное здание трамвайного управления, где расположились:

## Баланс депо
Государственные акты на землю:
- Кадастровый номер: 20311004019
- Назначение: трамвайное депо
- Вид собственности:
- Площадь 3,1264 га

Функциональное зонирование:
- Индекс типа зоны: Т-5
- Вид зоны: инженерной и транспортной инфраструктур
- Тип зоны: сооружений и устройств городского пассажирского транспорта
- Градостроительный регламент: Т-5

Здания и сооружения:

### Цех ремонта и технического обслуживания подвижного состава № 1
- Дом: ул. Байтурсынова № 22
- Этажность: 1
- Индекс типа зоны: Т-5
- Функциональное назначение: здание и сооружение электрического городского транспорта
- Год постройки: 1952
- Здание имеет в наличие 2 корпуса с 4 смотровыми канавами (№ 1, 2, 3, 4) и корпус цеха с помещениями со спецоборудованием.

### Подстанция
- Дом: ул. Байтурсынова № 17А
- Этажность:1
- Индекс типа зоны: Т-1
- Кадастровый номер: 20311004044
- Назначение: для размещения электроподстанции № 17
- Площадь: 0,1157 га

Функциональное зонирование:
- Вид зоны: инженерной и транспортной инфраструктур
- Тип зоны: инженерных сооружений и коммуникаций
- Градостроительный регламент: Т-1

### Административное здание трамвайного управления
- Дом: ул. Байтурсынова № 22
- Этажность:5
- Индекс типа зоны: Т-5
- Функциональное назначение: здание и сооружение электрического городского транспорта
- Год постройки: 1980 год

### Административное здание трамвайного управления (бывшее)
- Дом: ул. Байтурсынова № 22/2, примыкает к улице Айтеке би.
- Этажность:4 (ранее 3)
- Индекс типа зоны: Т-5
- Функциональное назначение: здание и сооружение электрического городского транспорта
- Год постройки: 1970 год
- Выведено из госсобственности и продано в частные руки в 2006 году. Теперь сдаётся в аренду различным фирмам.

### Цех ремонта и технического обслуживания подвижного состава № 2
- Дом: ул. Байтурсынова № 22/2, примыкает к улице Айтеке би.
- Этажность: 1
- Индекс типа зоны: Т-5
- Функциональное назначение: здание и сооружение электрического городского транспорта
- Год постройки: 1970
- Здание состоит из корпуса с 3 смотровыми канавами (№ 5, 6, 7), корпуса-цеха с помещениями со спецоборудованием и покрасочного цеха с отдельным въездом для вагонов.
- Выведено из госсобственности и продано в частные руки в 2006 году, перед продажей было капитально отремонтировано. После продажи пустует и не используется.

С 31 октября 2015 года депо приостановило свою работу.
Почти сразу после закрытия трамвайного депо аффилированная и подконтрольная «акимату города Алматы» структура «АО Центр развития» организовала онлайн-голосование за выбор проекта преобразования территории и имущественного комплекса трамвайного депо. По результатам голосования и окончательного решения работников «Центра развития» был выбран проект DEPO Evolution Park — среди авторов этого проекта оказался Шадиев Махмуд, совладелец группы компаний «Беккер и К» и племянник казахстанского миллиардера Шодиева Патоха, а также некая Лейла Хакназарова.
В последние годы работы депо использовалось для обслуживания маршрутов № 4 и № 6.

## Фотогалерея

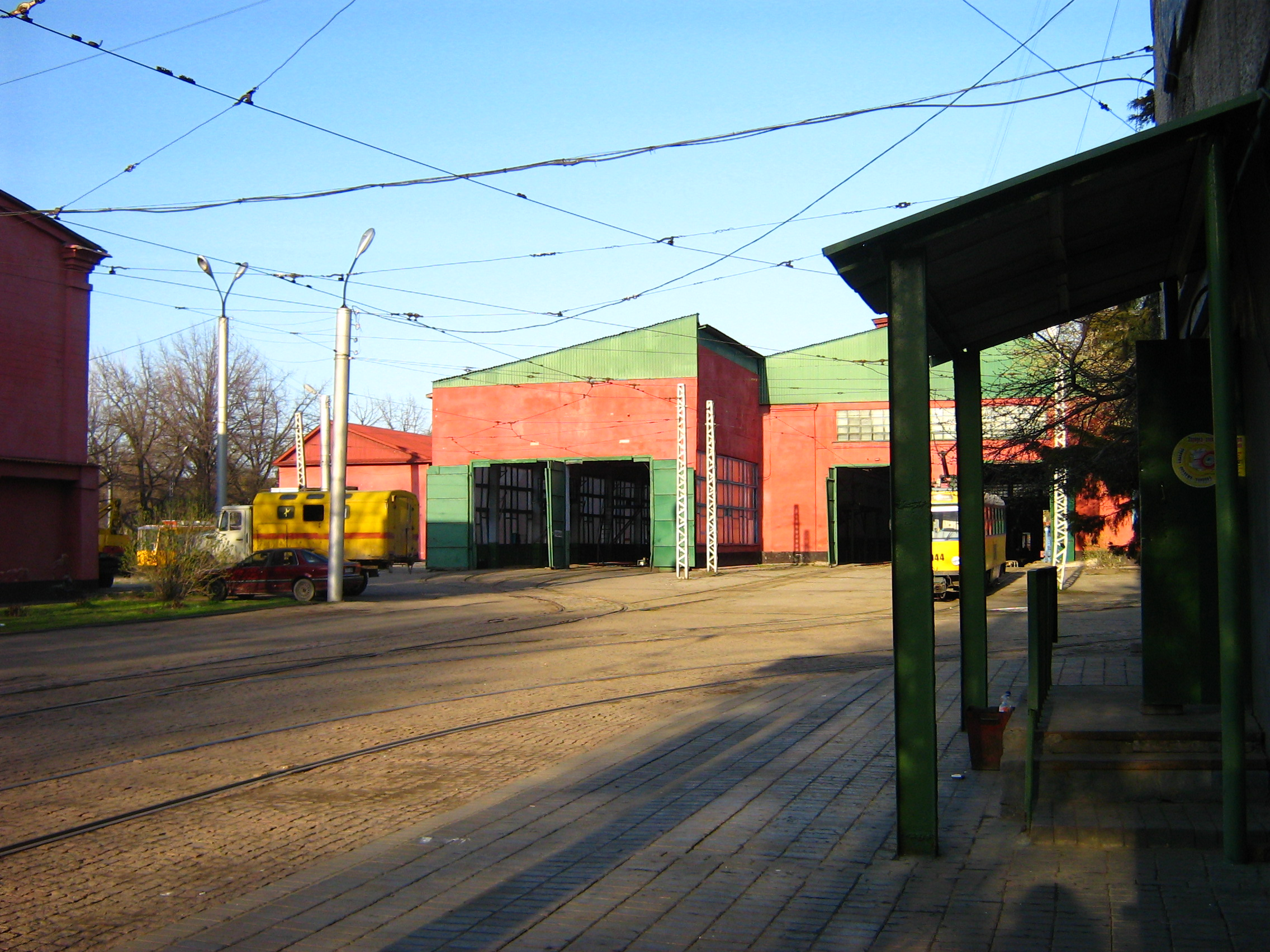
Цех ремонта и технического обслуживания подвижного состава № 1
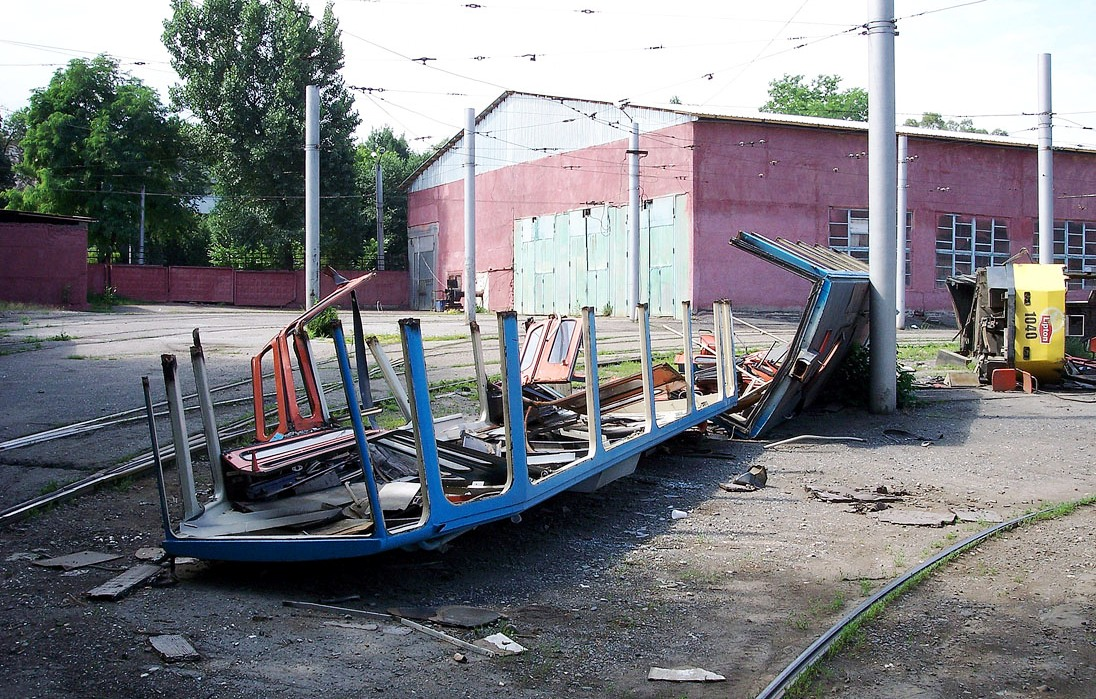
Цех ремонта и технического обслуживания подвижного состава № 2
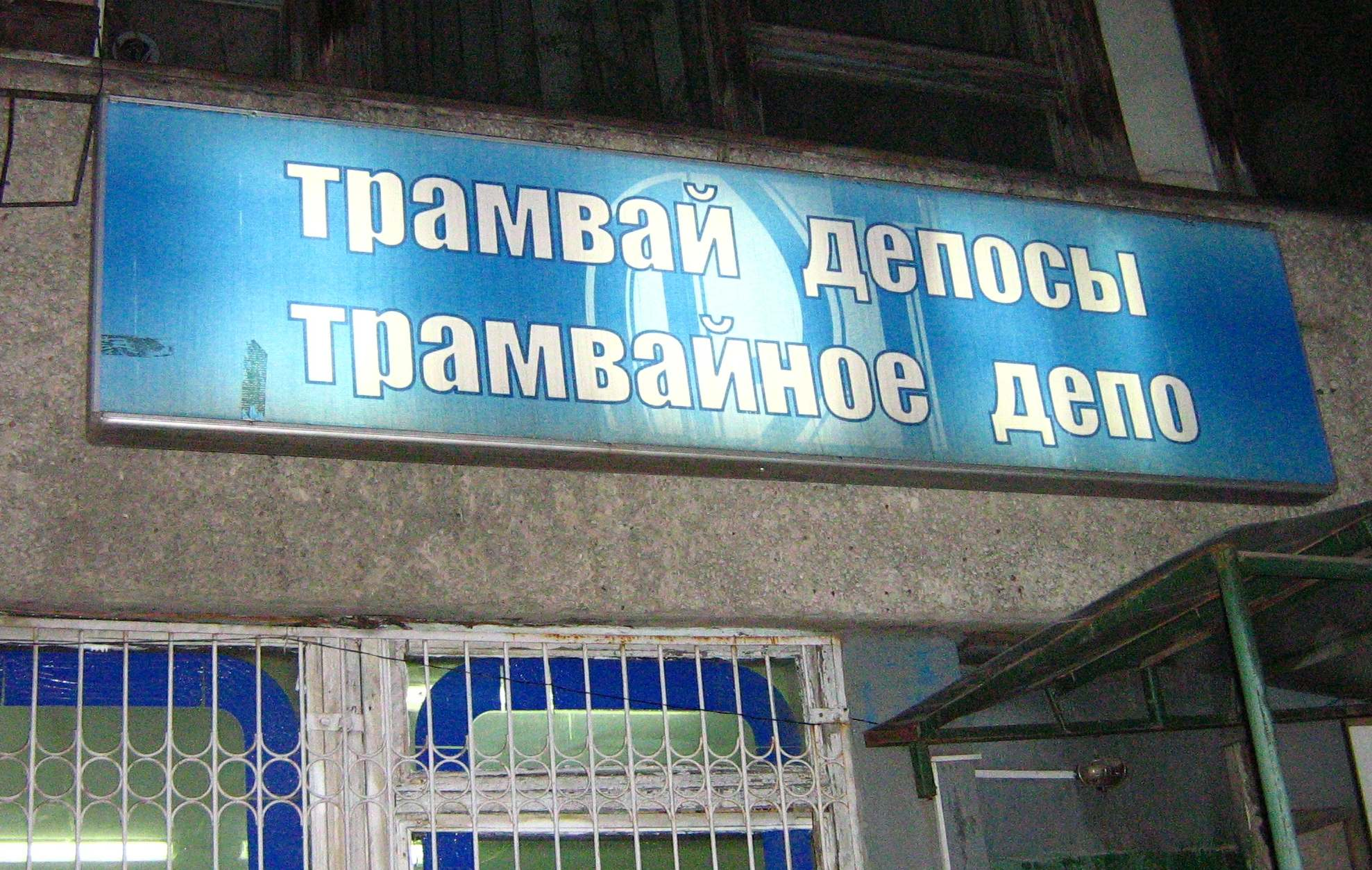
Вывеска на административном здании Трамвайного депо
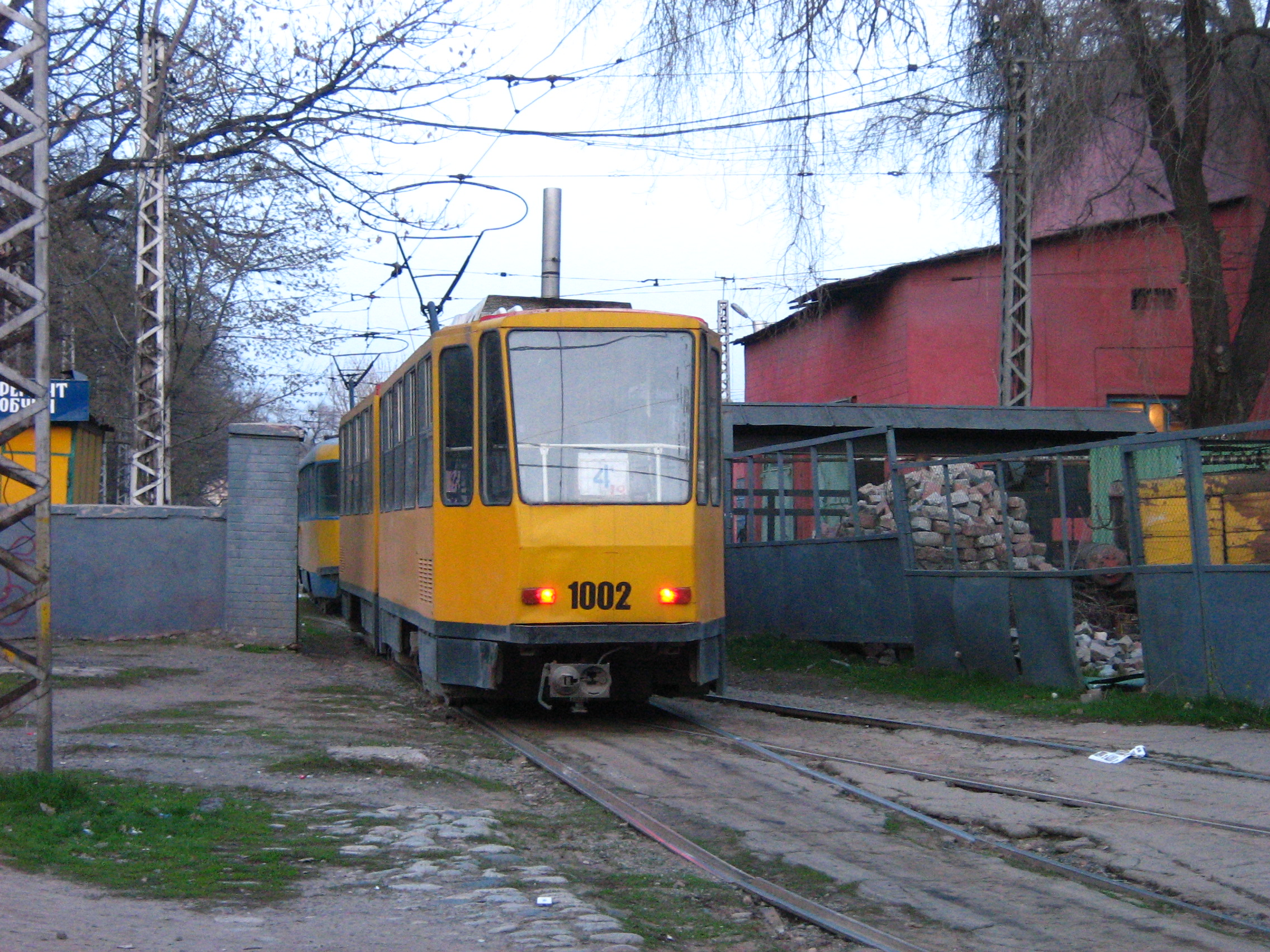
Вагон 4-го трамвая въезжает в депо
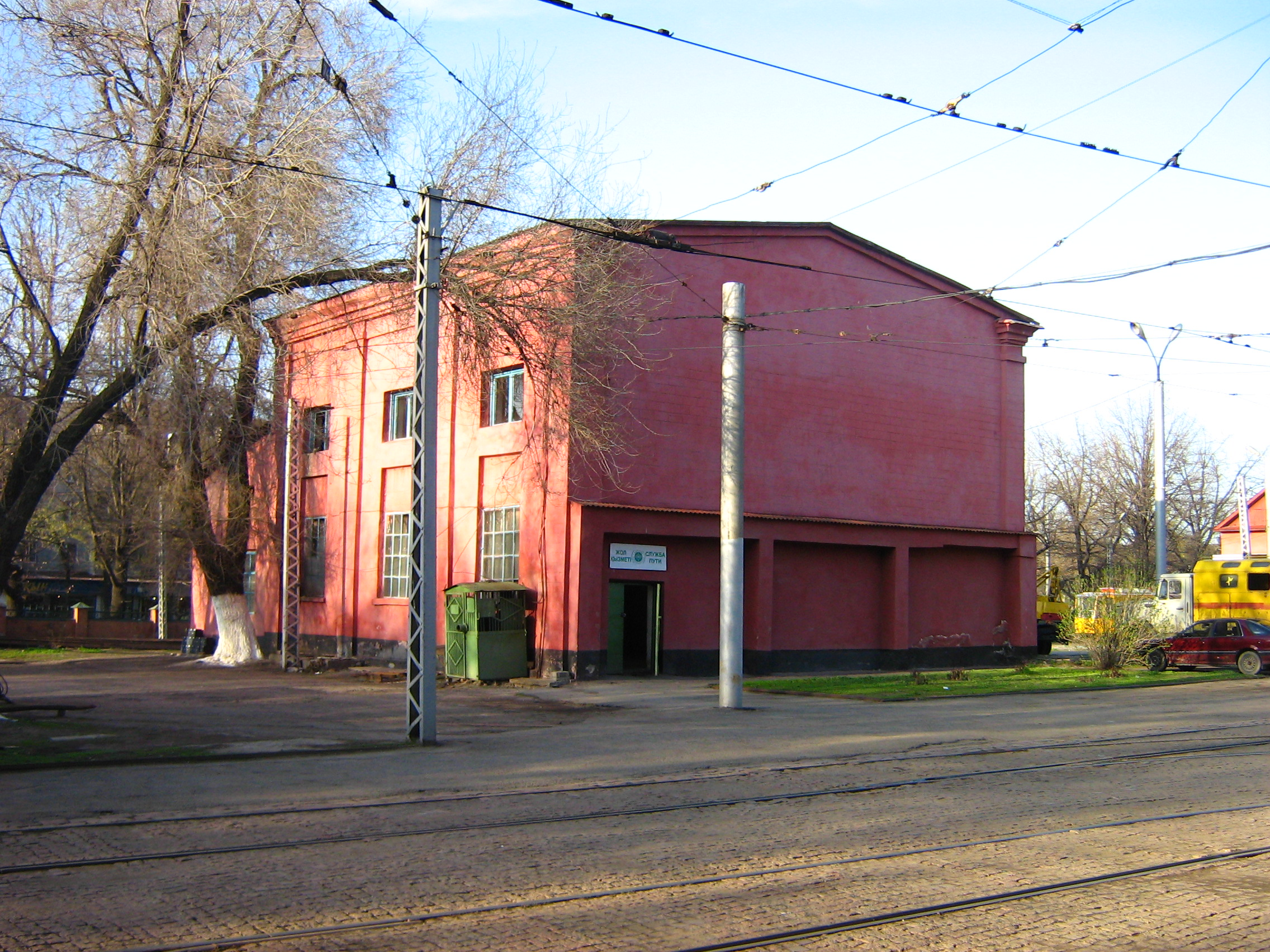
Служба пути